# Distrito de Queropalca
El distrito peruano de Queropalca es uno de los siete distritos que conforman la provincia de Lauricocha, ubicada en el departamento de Huánuco, bajo la administración del Gobierno regional de Huánuco.
Desde el punto de vista jerárquico de la Iglesia católica forma parte de la Diócesis de Huánuco, sufragánea de la Arquidiócesis de Huancayo.

## Historia
El distrito fue creado mediante Ley n.º 14073 del 12 de mayo de 1962, en el segundo gobierno del Presidente Manuel Prado Ugarteche.

## Capital

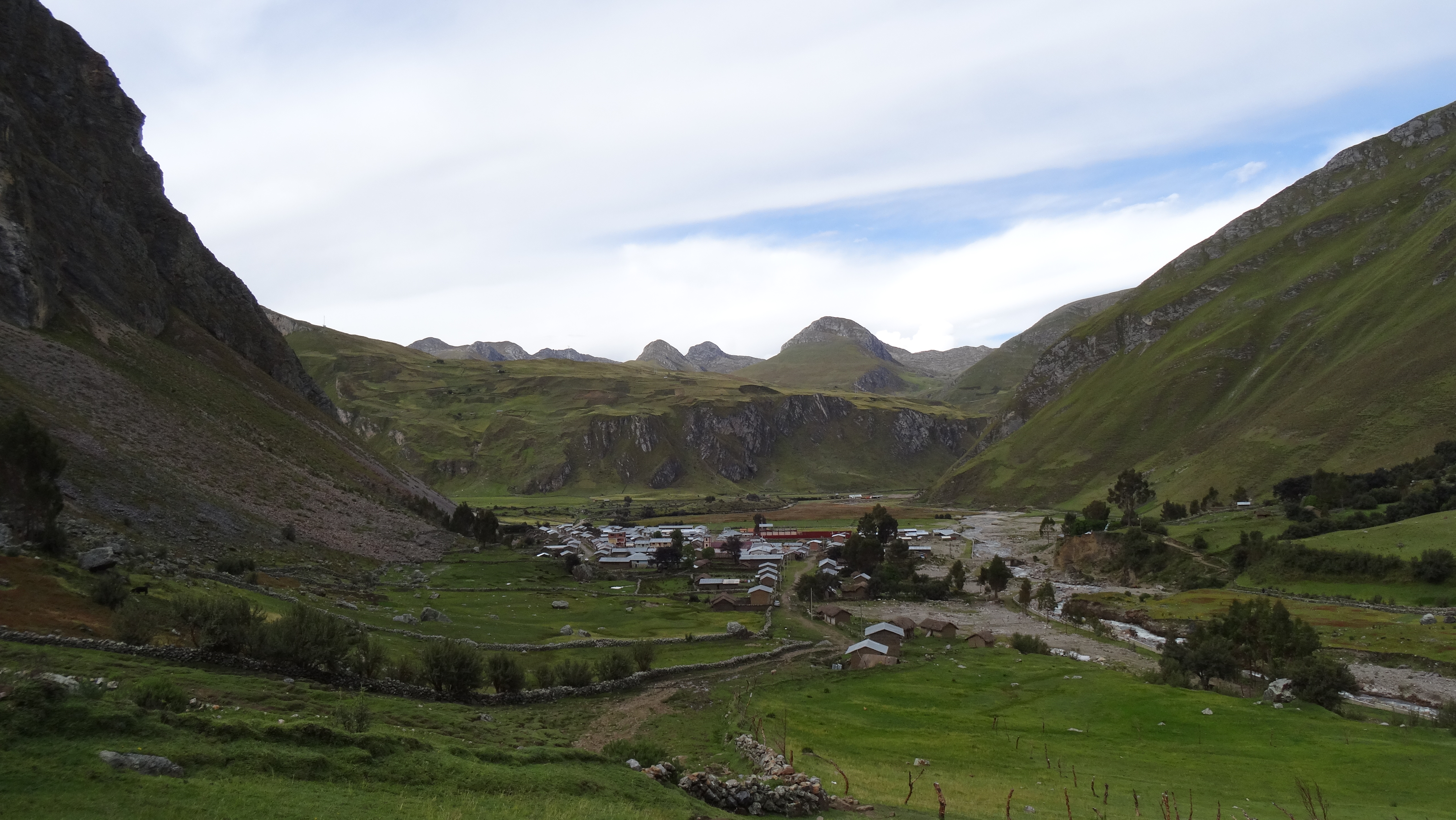
Vista del valle del río Carhuacocha y al centro el pueblo de Queropalca.

Su capital es el C.P. de Queropalca, ubicado a 3 831 m s. n. m. en el margen oeste del valle del río Carhuacocha.

## Geografía
Abarca una superficie de 131,15 km². Limita por el sureste con el distrito de Jesús, por el oeste con el departamento de Áncash y por el norte y noroeste con el distrito de Baños.

### Topografía
Al estar limitado en el oeste por la cordillera Huayhuash y ubicarse en el conjunto cordillerano de la Zona Reservada Cordillera Huayhuash y el Área de Conservación Privada del Jirishanca, su territorio se ubica a una altitud promedio de 5210,5 m s. n. m., siendo el punto más alto la cima del Yerupajá (6635 m s. n. m.) y el punto más bajo es la desembocadura del río Huaripacra en el río Nupe (3786 m s. n. m.).

### Hidrografía
La naciente del río Machaycancha están en las lagunas Pucacocha y Mitucocha y en la laguna Carhuacocha nace el río homónimo. Estos dos ríos al unirse en las proximidades del pueblo de Queropalca forman el río Nupe; estos ríos forman tanto valles amplios y pocos profundos y valles estrechos y profundos. El río Machaycancha es el único que esta totalmente dentro del territorio del distrito de Queropalca, mientras que los río Carhuacocha y Nupe son límites por el sureste con el distrito de Jesús; el río Huaripacra en el noroeste es límite con el distrito de Baños.

## Autoridades

### Municipales
- 2019 - 2022[3]
  - Alcalde: William Chagua Ramos, de Avanzada Regional Independiente Unidos por Huánuco.
  - Regidores:

  1. Obed Eliazer Sánchez Ofracio (Avanzada Regional Independiente Unidos por Huánuco)
  2. Nélida Elena Altez Peña (Avanzada Regional Independiente Unidos por Huánuco)
  3. Humberto Fredy Santillán Cruz (Avanzada Regional Independiente Unidos por Huánuco)
  4. Yoselinda Huanca Huaynatte (Avanzada Regional Independiente Unidos por Huánuco)
  5. Juan Grimaldo Ramos Ayala (Avanza País - Partido de Integración Social)

Alcaldes anteriores
- 2015 - 2018:[4] Yhonny Ledinger Baldeon Simeon
- 2011 - 2014:[4] Hugo Blanco Zambrano Santillán, del Frente Amplio Regional (FAR).
- 2007 - 2010: Carlos Enrique Zambrano Santillán.

### Policiales
- Comisario:  PNP.

## Atractivos turísticos
Esconde un potencial turístico en desarrollo, pues en su jurisdicción se ubica la pared oriental de la Cordillera Huayhuash, destacando la cara este de los nevados Rondoy, Jirishanca, Yerupaja Chico, Yerupajá, Siula Grande; así como sus lagunas de origen glaciar: Mitucocha, Carhuacocha, etc.

## Galería
- Wikimedia Commons alberga una categoría multimedia sobre Distrito de Queropalca.